# Razgrad (oblast)
Pour les articles homonymes, voir Razgrad (homonymie).
L'oblast de Razgrad est l'un des 28 oblasti (« province », « région », « district ») de Bulgarie. Son chef-lieu est la ville de Razgrad.

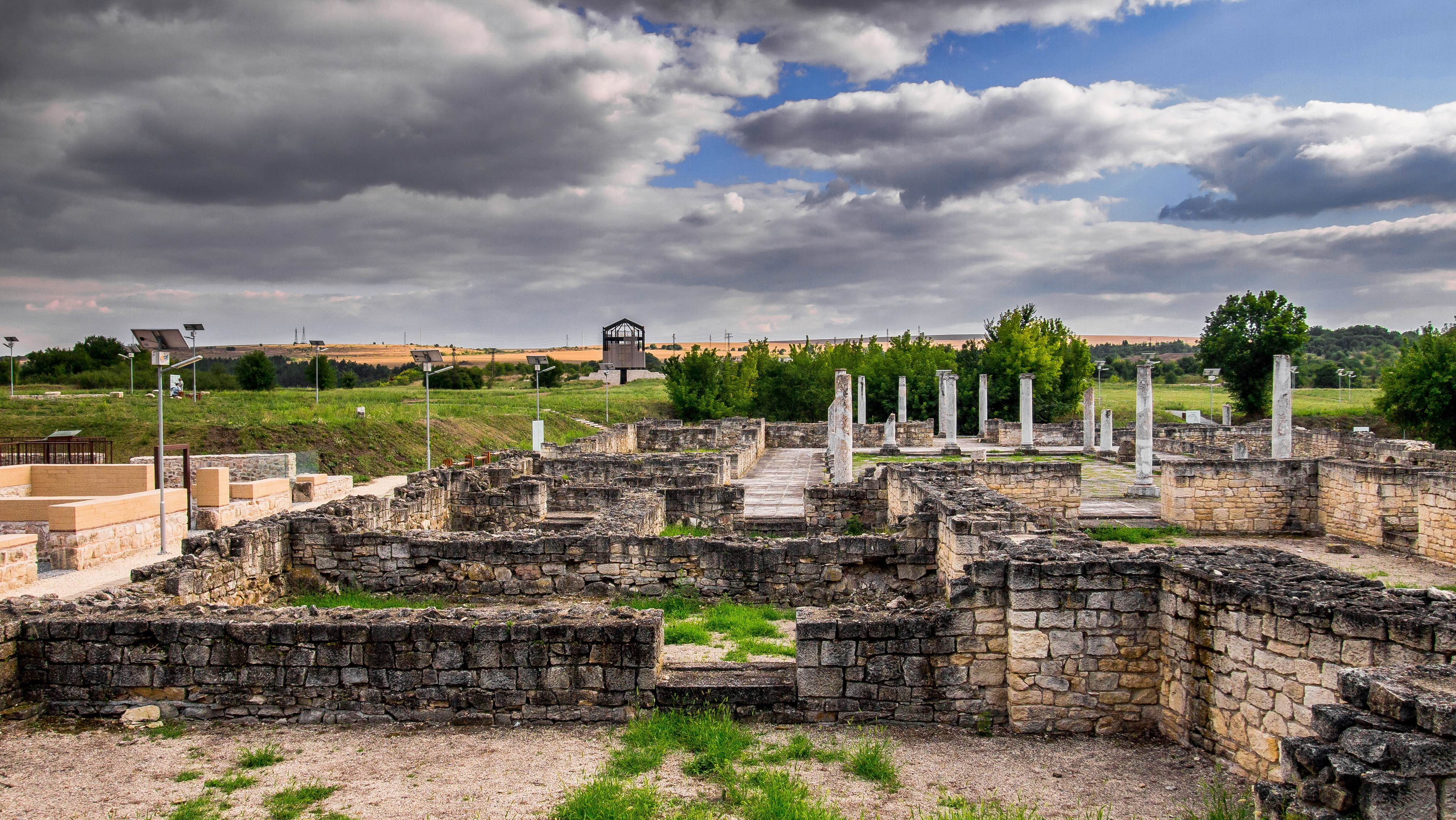
Abritus

## Géographie
La superficie de l'oblast est de km².

## Démographie
Lors d'un recensement récent, la population s'élevait à hab., soit une densité de population de hab./km².

## Administration
L'oblast est administré par un « gouverneur régional » (en bulgare Областен управител), dont le rôle est plus ou moins comparable à celui d'un préfet de département en France. Le gouverneur actuel est Valentin Stefanov Vasilev.

## Subdivisions

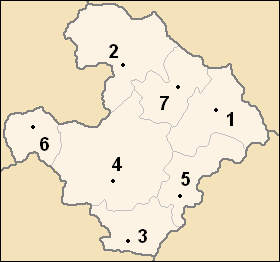
Carte des obchtini de l'oblast de Razgrad

L'oblast regroupe 7 municipalités (en bulgare, община – obchtina – au singulier, общини – obchtini – au pluriel), au sein desquelles chaque ville et village conserve une personnalité propre, même si une intercommunalité semble avoir existé dès le milieu du XIXe siècle :
1. Isperikh · 2. Koubrat · 
3. Loznitsa ·
4. Razgrad · 
5. Samouil · 6. Tsar Kaloyan · 
7. Zavet

## Liste détaillée des localités
Les noms de localités en caractères gras ont le statut de ville (en bulgare : град, translittéré en grad). Les autres localités ont le statut de village (en bulgare : село translittéré en selo).
Les noms de localités s'efforcent de suivre, dans la translittération en alphabet latin, la typographie utilisée par la nomenclature bulgare en alphabet cyrillique, notamment en ce qui concerne l'emploi des majuscules (certains noms de localités, visiblement formés à partir d'adjectifs et/ou de noms communs, ne prennent qu'une majuscule) ou encore les espaces et traits d'union (ces derniers étant rares sans être inusités). Chaque nom translittéré est suivi, entre parenthèses, du nom bulgare original en alphabet cyrillique.

### Isperikh (obchtina)
L'obchtina d'Isperikh groupe une ville, Isperih, et 22 villages :
Bardokva (Бърдоква) ·
Belintsi (Белинци) ·
Deltchevo (Делчево) ·
Doukhovets (Духовец) ·
Dragomaj (Драгомъж) ·
Golyam Porovets (Голям Поровец) ·
Ïonkovo (Йонково) ·
Isperih (Исперих) ·
Kapinovtsi (Къпиновци) ·
Kitantchevo (Китанчево) ·
Konevo (Конево) ·
Lavino (Лъвино) ·
Loudogortsi (Лудогорци) ·
Malak Porovets (Малък Поровец) ·
Petchenitsa (Печеница) ·
Podaïva (Подайва) ·
Raïnino (Райнино) ·
Sredoseltsi (Средоселци) ·
Staro selichte (Старо селище) ·
Svechtari (Свещари) ·
Todorovo (Тодорово) ·
Vazovo (Вазово) ·
Yakim Grouevo (Яким Груево)

### Koubrat (obchtina)
L'obchtina de Koubrat groupe une ville, Koubrat, et 16 villages :
Belovets (Беловец) ·
Bisertsi (Бисерци) ·
Bojourovo (Божурово) ·
Goritchevo (Горичево) ·
Kamenovo (Каменово) ·
Koubrat (Кубрат) ·
Madrevo (Мъдрево) ·
Medovene (Медовене) ·
Ravno (Равно) ·
Savin (Савин) ·
Seslav (Сеслав) ·
Sevar (Севар) ·
Terter (Тертер) ·
Totchilari (Точилари) ·
Youper (Юпер) ·
Zadrouga (Задруга) ·
Zvanartsi (Звънарци)

### Loznitsa (obchtina)
L'obchtina de Loznitsa groupe une ville, Loznitsa, et 16 villages :
Beli Lom (Бели Лом) ·
Gorotsvet (Гороцвет) ·
Gradina (Градина) ·
Kamenar (Каменар) ·
Kroyatch (Крояч) ·
Lovsko (Ловско) ·
Loznitsa (Лозница) ·
Manastirsko (Манастирско) ·
Manastirtsi (Манастирци) ·
Ostrovtche (Островче) ·
Seïdol (Сейдол) ·
Sinya voda (Синя вода) ·
Stoudenets (Студенец) ·
Tchoudomir (Чудомир) ·
Trabatch (Тръбач) ·
Trapichte (Трапище) ·
Veselina (Веселина)

### Razgrad (obchtina)
L'obchtina de Razgrad groupe une ville, Razgrad, et 21 villages :
Balkanski (Балкански) ·
Blagoevo (Благоево) ·
Dryanovets (Дряновец) ·
Dyankovo (Дянково) ·
Getsovo (Гецово) ·
Kitchenitsa (Киченица) ·
Lipnik (Липник) ·
Mortagonovo (Мортагоново) ·
Nedoklan (Недоклан) ·
Osenets (Осенец) ·
Ostrovtche (Островче) ·
Ouchintsi (Ушинци) ·
Pobit kamak (Побит камък) ·
Poroichte (Пороище) ·
Prostorno (Просторно) ·
Radingrad (Радинград) ·
Rakovski (Раковски) ·
Razgrad (Разград) ·
Strajets (Стражец) ·
Tcherkovna (Черковна) ·
Toptchii (Топчии) ·
Yasenovets (Ясеновец)

### Samouil (obchtina)
L'obchtina de Samouil groupe 14 villages :
Bogdantsi (Богданци) ·
Bogomiltsi (Богомилци) ·
Golyam izvor (Голям Извор) ·
Golyama voda (Голяма вода) ·
Jelyazkovets (Желязковец) ·
Kara Mikhal (Кара Михал) ·
Kharsovo (Хърсово) ·
Khouma (Хума) ·
Krivitsa (Кривица) ·
Nojarovo, (Ножарово) ·
Ptchelina (Пчелина) ·
Samouil (Самуил) ·
Vladimirovtsi (Владимировци) ·
Zdravets (Здравец)

### Tsar Kaloyan (obchtina)
L'obchtina de Tsar Kaloyan groupe une ville, Tsar Kaloyan, et 2 villages :
Ezertche (Езерче) ·
Kostandenets (Костанденец) ·
Tsar Kaloyan (Цар Калоян)

### Zavet (obchtina)
L'obchtina de Zavet groupe une ville, Zavet, et 6 villages :
Brestovene (Брестовене) ·
Ivan Chichmanovo (Иван Шишманово) ·
Ostrovo (Острово) ·
Prelez (Прелез) ·
Souchevo (Сушево) ·
Veselets (Веселец) ·
Zavet (Завет)